# Будзиновський В'ячеслав Титович
В'ячеслав Титович Будзиновський (псевдонім Недоля В.; 30 січня 1868, с. Баворів, нині Тернопільський район — 14 лютого 1935, м. Львів) — галицький український політик, публіцист, історик і популяризатор; один із засновників Української Радикальної Партії, потім — УНДП.

## Життєпис

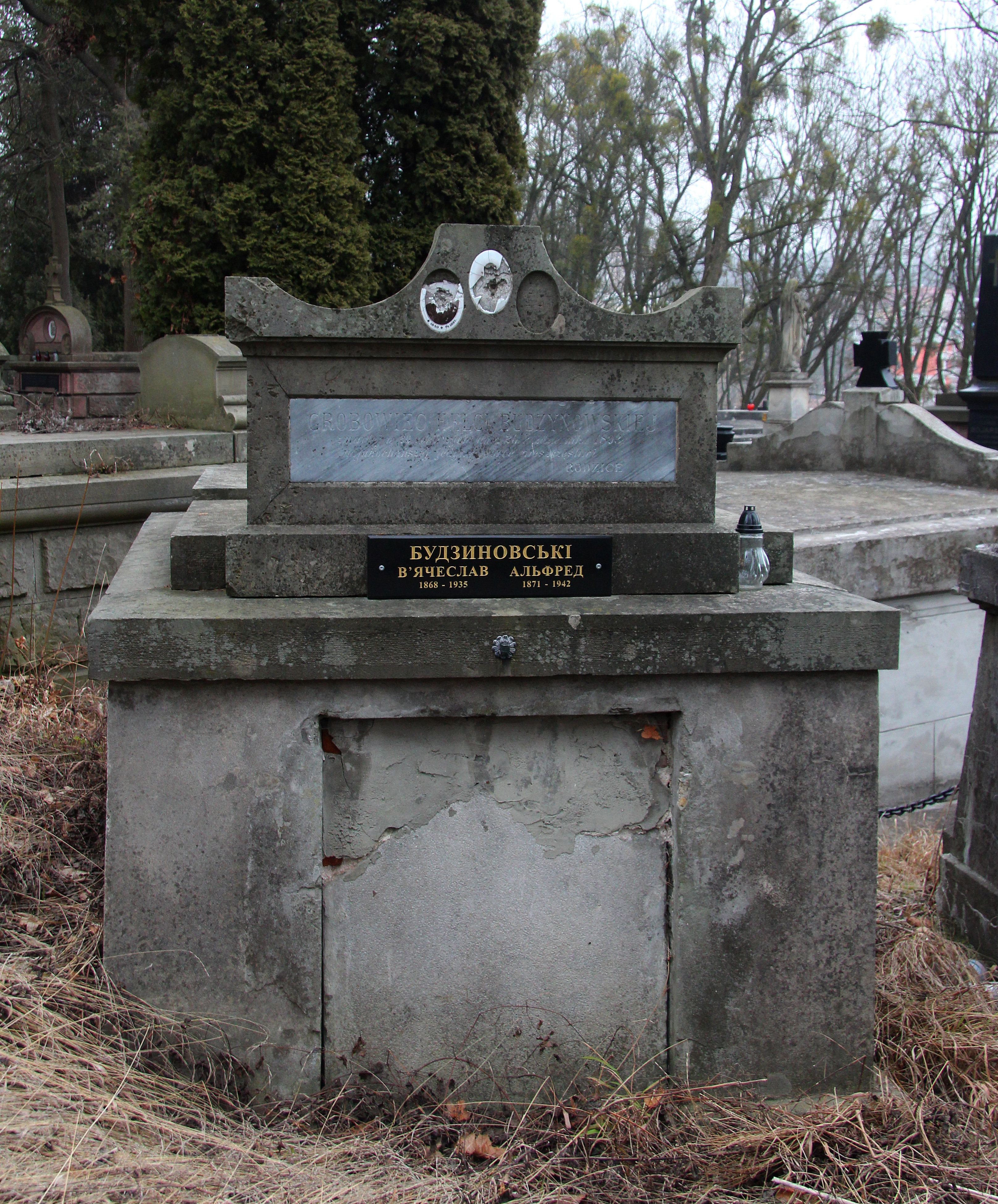
Гробівець родини Будзиновських на 72 полі Личаківського цвинтаря у Львові

Народився 30 січня 1868 року в с. Баворів (Тернопільський повіт, Королівство Галичини та Володимирії, Австро-Угорщина, тепер Тернопільського району на Тернопільщині, Україна) в сім'ї вчителя.
Початкову школу та гімназію закінчив у Львові. Навчався на природничому відділенні філософського факультету Львівського університету. 21 березня 1889 р. відрахований за організацію зборів студентів Львова 8—9 березня у міській ратуші. Продовжив навчання на медичному факультеті університету у Відні. Тут познайомився з багатьма учасниками товариства «Січ», поглиблював свої знання з економіки, політології, соціології.
У 1890 р. видав у Львові науково-публіцистичну брошуру «Культурна нужда австрійської Русі». На неї написали свої рецензії: Володимир Охримович («Народ» — 1891, ч. 20—21), Іван Франко («Народ» — 1891, ч. 23). Протягом 1893–1894 у «Народі» публікує ряд актуальних праць, веде полеміку з польською шляхтою, з «москвофілами». Гарний розголос мала публікація в ЗНТШ «Аграрні відносини Галичини» (1894).
З упадком журналу «Народ» (після смерті Михайла Драгоманова) редагував органи Української Радикальної Партії — газети «Громадський голос» та «Радикал».

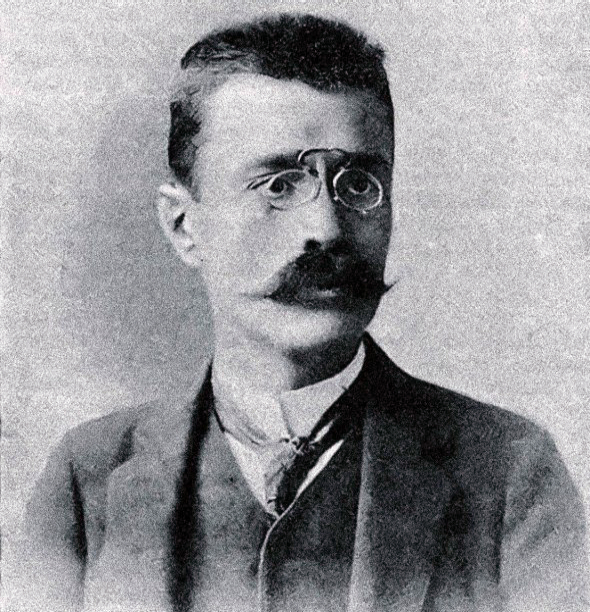
В'ячеслав Будзиновський

В. Будзиновський зі своїми ідеями «іде в маси», за що його 1 квітня 1896 р. був заарештований у Тернополі. Звільнений після двотижневого голодування, зустрівся з гімназійним товаришем Осипом Маковеєм, який запропонував приїхати до Чернівців редагувати газету «Праця» (саме в ній у 1897 р. завдяки В. Будзиновському з'явилися перші новели Василя Стефаника).
Після ліквідації газети «Праця» Будзиновський повернувся на початку 1898 р. до Львова, працював в редакції щоденної популярної газети «Діло», став невдовзі редактором «Видавничої спілки». Його політичний авторитет зріс під час виборів до австрійського парламенту (1897–1898).
Вийшовши 1899 р. з Української Радикальної Партії, В. Будзиновський при підтримці Михайла Грушевського та Івана Франка створив Українську Націонал-Демократичну Партію, основною метою якої було утворення самостійної незалежної української держави.
Згадував, що під час першого прочитання творів Василя Стефаника професор Степан Смаль-Стоцький заплакав і сказав: Я цікавий, яке вражіння зробить на Поліно (так називали Осипа Маковея через сталеві нерви).
Посол до Райхсрату (австрійського парламенту), обраний у 1907, 1911 роках від округу № 60 Бучач — Монастириська — Підгайці — Вишнівчик; очолював Український парламентський клуб). Коли у вересні 1914 р. Львів зайняли російські війська генерала Брусилова, Будзиновський переїхав до у Відня, став членом Спілки визволення України у Відні. Був делегатом Української Національної Ради ЗУНР як посол до Австрійського парламенту
1927 р. заснував ліву, із совєтофільськими тенденціями Українську Партію Праці, якою керував до її ліквідації (1930 р.).
Помер 14 лютого 1935 року в м. Львові. Похований на Личаківському цвинтарі Львова, поле № 72.

## Доробок
Будзиновський залишив опісля себе величезний літературний доробок. Він написав 33 історичні повісті, 29 економічно-політичних творів, а також 9 гумористичних повістей.

### Історичні повісті
Автор і видавець великої серії історичних повістей і оповідань:
- "Культурна злиденність австрійської Русі (1891), російською мовою
- «Австрія чи Польща» (1903),
- «Хмельниччина» (1906),
- «Галицькі постулати» (1907),
- «Наші гетьмани» (Львів, 1907. — 187 с),
  - Наші гетьмани. — Т.: Ред.-видав. відділ упр. по пресі, 1990. — 113 с.
- «Гетьман Мазепа» (1909).
- «Осаул Підкови» (1920),
  - Осаул Підкови: Уривок з повісті // Тернопіль: Тернопільщина літературна. — Т., 1992. — Дод. № 4. — С. 13–15.
- «Під одну булаву» (1920)
- Кров за кров! На Запорожжу (1922)
- «Історія України» (Львів, 1924)
- «Небіжчик ходить» (Львів, 1924)
- Ішли діди на муки: введення в історію України (1925) (завантажити e-book з archive.org)
  - Йшли діди на муки: Введення в історію України. — Тернопіль, 1994. — 128 с.
- Волю бути козачкою (1926)
  - Будзиновський В. Волю бути козачкою: Оповідання. — Нью-Йорк : Говерла, 1962. — 85 с.
- «Пластун: життя запорожських скитальців» (1926),
- «Кожух не на мене» (Львів, 1927)
- Пригоди запорозьких скитальців (1927),
  - Пригоди запорозьких скитальців: Повість та оповідання. — К.: Дніпро, 1993. — 383 с.
- Не будь звіром (Львів, 1927)
- «Перед бурею» (1930)
- Гримить (1934)
- Пригоди запорожців. — Нью-Йорк, 1957. — 220 с.
- Як Москва нищила Україну: На підставі старих народних пісень. — Відень, 1917. — 38 с.

Його перу також належать такі популярні брошури, як «Під крилами Габсбургів», «Хлопська земля», «Хлопським коштом», «Хлопський рай», «Державні будови водні і дороги», «Наші права», «Виборча програма», «Пересторога», «Новітні революції», «Злодійська рука», «Хрунь і чорт», «Держава і руське селянство», «Руський страйк в 1902 р.» та ін.
Автор науково-популярних праць на економічні теми:
- «Аґрарні відносини в Галичині» (1984),
- «Хлопська посілість» (1895),
- «Хлопський страйк» (Чернівці, 1897. — 58 с),
- «Ґрунтовий податок» (Чернівці, 1897. — 52 с.),
- «Панщина: Єї початок і скасоване» (Чернівці, 1898. — 174 с).